# المپیاد جهانی فیزیک
المپیاد جهانی فیزیک (International Physics Olympiad - IPhO) مسابقه‌ای است بین‌المللی در فیزیک و برای دانش آموزان دبیرستانی. اولین دوره این مسابقات در سال ۱۹۶۷ در شهر ورشو کشور لهستان برگزار شد. از آن تاریخ به بعد این المپیادها به جز سه سال (۱۹۷۳، ۱۹۷۸، و ۱۹۸۰) همه ساله در یکی از کشورهای جهان برگزار شده‌است. مسابقات شامل آزمون‌های نظری و آزمایشگاهی فشرده‌است. مسابقه نظری ۵ ساعت طول می‌کشد و شامل سه پرسش است. معمولاً این سؤالات شامل بیش از یک بخش هستند (مثلاً هر سؤال از چند بخش تشکیل شده). امتحان عملی (آزمایشگاهی) ممکن است دو یا پنج ساعت طول بکشد که حداکثر پنج ساعت است.

## حضور ایران
ایران اولین بار سال ۱۹۸۹ شرکت کرد. ایران تا پایان سال ۲۰۱۹ موفق به دریافت ۱۲۸ مدال شامل کسب ۳۶ طلا و ۵۷ نقره و ۳۵ برنز (و ۱۲ دیپلم افتخار) شده‌است. 
ایران در سال‌های ۲۰۰۷ و ۲۰۲۴ میزبان مسابقات المپیاد جهانی فیزیک بوده است.
ایران در سال ۲۰۱۹ به علت میزبانی اسرائیل در این رقابت‌ها شرکت نکرد.

## رده بندی توزیع مدالها
ایران تا پایان سال ۲۰۲۳ در جایگاه سیزدهم توزیع مدالهای طلا در تمام ادوار المپیاد جهانی فیزیک قرار دارد. 

| Country             | Gold | Silver | Bronze | Total | Honorable mentions | Gold in Last 10 Contests (updated till 2023) |
| ------------------- | ---- | ------ | ------ | ----- | ------------------ | -------------------------------------------- |
| چین                 | 146  | 21     | 9      | 176   | 2                  | 50                                           |
| روسیه               | 92   | 46     | 10     | 148   | 4                  | 43                                           |
| کره جنوبی           | 88   | 27     | 24     | 139   | 7                  | 47                                           |
| تایوان              | 80   | 34     | 18     | 132   | 8                  | 35                                           |
| ایالات متحده آمریکا | 78   | 51     | 29     | 158   | 11                 | 32                                           |
| رومانی              | 58   | 87     | 62     | 208   | 30                 | 23                                           |
| هند                 | 49   | 50     | 14     | 113   | 7                  | 21                                           |
| سنگاپور             | 49   | 47     | 27     | 123   | 25                 | 24                                           |
| مجارستان            | 45   | 68     | 102    | 215   | 35                 | 6                                            |
| ویتنام              | 42   | 51     | 49     | 142   | 18                 | 27                                           |
| اتحاد جماهیر شوروی  | 41   | 26     | 22     | 89    | 12                 | NA                                           |
| تایلند              | 37   | 50     | 18     | 105   | 17                 | 12                                           |
| ایران               | 36   | 68     | 39     | 143   | 12                 | 6                                            |
| آلمان               | 31   | 83     | 80     | 194   | 27                 | 3                                            |
| اندونزی             | 28   | 42     | 45     | 115   | 22                 | 6                                            |
| لهستان              | 24   | 52     | 84     | 160   | 68                 | 3                                            |
| هنگ کنگ             | 21   | 43     | 27     | 91    | 3                  | 11                                           |
| ژاپن                | 21   | 40     | 20     | 81    | 4                  | 11                                           |
| اوکراین             | 19   | 58     | 60     | 137   | 13                 | 4                                            |
| بلغارستان           | 15   | 45     | 81     | 141   | 62                 | 1                                            |
| چکسلواکی            | 15   | 24     | 29     | 68    | 27                 | NA                                           |
| قزاقستان            | 14   | 42     | 27     | 83    | 25                 | 6                                            |
| بلاروس              | 13   | 34     | 50     | 97    | 25                 | 4                                            |
| ترکیه               | 13   | 51     | 51     | 142   | 31                 | 3                                            |
| بریتانیا            | 13   | 53     | 83     | 149   | 22                 | 2                                            |

## ساختار مسابقات
این مسابقه به مدت دو روز طول می‌کشد. یک روز به مسائل نظری اختصاص داده می‌شود (سه مسئله که شامل حداقل چهار حوزه فیزیک در قبلاً در مدارس متوسطه تدریس شده‌است که شامل ۳۰ امتیاز است). یک روز دیگر به مسائل تجربی (آزمایشگاهی)(یک یا دو مسئله که شامل ۲۰ امتیاز است) اختصاص داده شده‌است. بین این دو روز حداقل یک روز استراحت داده می‌شود.
در هر دو مورد زمان اختصاص داده شده برای حل مشکلات (مسئله‌ها) پنج ساعت است. هر تیم متشکل از دانش آموزان از مدارس متوسطه عمومی و فنی (و نه دانشگاه‌ها و کالج‌ها) کشور مورد نظر است. دو شرط برای شرکت وجود دارد: هنوز به دانشگاه وارد نشده باشند و باید زیر ۲۰ سال باشند. به‌طور معمول هر تیم متشکل از پنج دانش آموز و دو ناظر است.

### توزیع مدال
| طلا       | ۸٪  |
| نقره      | ۲۵٪ |
| برنز      | ۵۰٪ |
| لوح تقدیر | ۱۷٪ |

حداقل نمرات مورد نیاز برای کسب مدال المپیاد و مقاله عنوان توسط سازمان با توجه به قوانین زیر انتخاب می‌شوند: مدال طلا باید به بالای ۸ درصد از شرکت کنندگان تعلق می‌گیرد. مدال نقره یا مدال طلا باید به بالای ۲۵ درصد تعلق می‌گیرد. مجموع کل مدال‌ها (شامل برنز) بهتر باید به ۵۰٪ تعلق می‌گیرد. تقدیر و مجموع کل مدال‌ها به بالای ۶۷٪ تعلق می‌گیرد. تمام شرکت کنندگان دیگر گواهی شرکت دریافت خواهند کرد. شرکت کنندگان با بالاترین امتیاز (برنده مطلق) یک جایزه ویژه دریافت می‌کند (علاوه بر مدال طلا).

## میزبانی ایران
ایران در سال ۱۳۸۶ (۲۰۰۷ میلادی) میزبان سی و هشتمین دوره المپیاد جهانی فیزیک بود. سی و هشتمین دوره المپیاد جهانی فیزیک از روز جمعه ۲۲ تیر ماه با حضور ۶۹ تیم در خمینی شهر اصفهان دانشگاه صنعتی اصفهان آغاز شد. مراسم اختتامیه این المپیاد با معرفی برگزیدگان و اهدای۳۸ مدال طلا، ۴۶ مدال نقره، ۵۱مدال برنز و۸۰ دیپلم افتخار به دانش آموزان برتر شرکت‌کننده انجام شد. سی و هشتمین دوره المپیاد جهانی فیزیک در حالی به کار خود خاتمه داد که تیم چین با بیشترین مدال بر سکوی اول این دوره از مسابقات علمی جهانی قرار گرفت و تیم‌های کره و روسیه نیز به مقام‌های دوم و سوم دست یافتند. بر اساس گزارش‌ها تیم ایران، میزبان این دوره از مسابقات با کسب مقام هفتم، مهمانان خود را بدرقه و پرچم مسابقات را به مسوولان ویتنام جهت برگزاری المپیاد سی و نهم اهدا کرد. در مراسم اختتامیه سی و هشتمین المپیاد جهانی فیزیک که در دانشگاه صنعتی اصفهان واقع در خمینی شهر به اتمام رسید، تیم دانش آموزان فیزیکدان ایران با کسب ۲ مدال طلا، ۲ مدال نقره و ۲ مدال برنز، رتبه هفتم این المپیاد را از آن خود ساخت. در المپیاد جهانی فیزیک، محمد مهدی آصف زاده و محمد حلاجیان مدال طلا، امین رضایی زاده و محمد علی امامی مدال نقره ، سید زینال میری و علیرضا شهبازی مدال برنز را برای جمهوری اسلامی ایران به ارمغان آوردند. 
ایران برای دومین بار در سال ۱۴۰۳ (۲۰۲۴ میلادی) میزبان مسابقات بود. در این دوره، تیم المپیاد فیزیک ایران بعد از کشورهای چین، روسیه و رومانی با دریافت یک نشان طلا و ۴ نشان نقره به مقام چهارم مسابقات دست یافت.

## ایران در المپیادهای قبلی
| تعداد شرکت کنندگان ایرانی |     |
| دختر                      | پسر |

| تعداد مدال‌های تیم ایران |      |      |              |
| طلا                     | نقره | برنز | دیپلم افتخار |

## المپیاد فیزیک در گذشته و آینده
| شماره | سال  | کشور میزبان | شهر میزبان | برنده | امتیازات | وب سایت |
| ----- | ---- | --- | --- | --- | --- | --- |
| ۷۱    | ۲۰۴۱ | بنگلادش | نامشخص | نامشخص | نامشخص | |
| ۶۰    | ۲۰۳۰ | روسیه | نامشخص | نامشخص | نامشخص | |
| ۵۹    | ۲۰۲۹ | اکوادور | نامشخص | نامشخص | نامشخص | |
| ۵۸    | ۲۰۲۸ | کره جنوبی | نامشخص | نامشخص | نامشخص | |
| ۵۷    | ۲۰۲۷ | مجارستان | نامشخص | نامشخص | نامشخص | |
| ۵۶    | ۲۰۲۶ | کلمبیا | بوکارامانگا | نامشخص | نامشخص | ipho2026.com |
| ۵۵    | ۲۰۲۵ | فرانسه | پاریس | کره جنوبی Hyeokjoon Lee | ۴۳٫۲۰/۵۰ | ipho2025.fr |
| ۵۴    | ۲۰۲۴ | ایران | اصفهان | چین Zhang Xinrui | ۴۶٫۳۸/۵۰ | ipho2024.ir |
| ۵۳    | ۲۰۲۳ | ژاپن | توکیو | چین Bowen Yu | ۴۵٫۲۰/۵۰ | ipho2023.jp |
| ۵۲    | ۲۰۲۲ | سوئیس | به صورت مجازی برگزار شد؛ قرار بود بلاروس میزبان این دوره از رقابت ها باشد، اما به دلیل مشارکت در حمله روسیه به اوکراین لغو شد.                 | چین Guowei Xu | ۴۳٫۲۰/۵۰ | ipho2022.com |
| ۵۱    | ۲۰۲۱ | لیتوانی | ویلنیوس (مجازی) | کره جنوبی Kyungmin Kim | ۴۶٫۲۵/۵۰ | ipho2021.lt |
| --    | ۲۰۲۰ | به علت بیماری کرونا برگزار نشد. در عوض IdPhO 2020 که توسط روسیه سازماندهی شده بود، به عنوان یک رویداد مورد تایید IPhO به صورت مجازی برگزار شد. | به علت بیماری کرونا برگزار نشد. در عوض IdPhO 2020 که توسط روسیه سازماندهی شده بود، به عنوان یک رویداد مورد تایید IPhO به صورت مجازی برگزار شد. | به علت بیماری کرونا برگزار نشد. در عوض IdPhO 2020 که توسط روسیه سازماندهی شده بود، به عنوان یک رویداد مورد تایید IPhO به صورت مجازی برگزار شد. | به علت بیماری کرونا برگزار نشد. در عوض IdPhO 2020 که توسط روسیه سازماندهی شده بود، به عنوان یک رویداد مورد تایید IPhO به صورت مجازی برگزار شد. | به علت بیماری کرونا برگزار نشد. در عوض IdPhO 2020 که توسط روسیه سازماندهی شده بود، به عنوان یک رویداد مورد تایید IPhO به صورت مجازی برگزار شد. |
| ۵۰    | ۲۰۱۹ | اسرائیل | تل آویو | چین Xiangkai Sun | ۴۳٫۵۰/۵۰ | ipho2019.org.il |
| ۴۹    | ۲۰۱۸ | پرتغال | لیسبون | چین Yang Tianhua | ۴۶٫۸۰/۵۰ | ipho2018.pt |
| ۴۸    | ۲۰۱۷ | اندونزی | یوگیاکارتا | نامشخص · چین Haoyang Gao، نظری · ژاپن Akihiro Watanabe، عملی (آزمایشگاهی)                                                                      | به علت نمره‌دهی متناقض توسط برگزارکنندگان و دلایل دیگر منتشر نشد.                                                                               | ipho2017.id |
| ۴۷    | ۲۰۱۶ | سوئیس و لیختن‌اشتاین | زوریخ | چین Mao Chenkai | ۴۸٫۱۰/۵۰ | ipho2016.org |
| ۴۶    | ۲۰۱۵ | هند | بمبئی | کره جنوبی Taehyoung Kim | ۴۸٫۳۰/۵۰ | ipho2015.in |
| ۴۵    | ۲۰۱۴ | قزاقستان | آستانه | چین Xiaoyu Xu | ۴۱٫۲۰/۵۰ | ipho2014.kz |
| ۴۴    | ۲۰۱۳ | دانمارک | کپنهاگ | مجارستان Attila Szabó | ۴۷/۵۰ | ipho2013.dk |
| ۴۳    | ۲۰۱۲ | استونی | تارتو و تالین | مجارستان Attila Szabó | ۴۵٫۸۰/۵۰ | ipho2012.ee |
| ۴۲    | ۲۰۱۱ | تایلند | بانکوک | تایوان Hsu Tzu-ming | ۴۸٫۵۰/۵۰ | ipho2011 |
| ۴۱    | ۲۰۱۰ | کرواسی | زاگرب | چین Yu Yichao | ۴۸٫۶۵/۵۰ | ipho2010.hfd.hr |
| ۴۰    | ۲۰۰۹ | مکزیک | مریدا | چین Shi Handuo | ۴۸٫۲۰/۵۰ | ipho2009.smf.mx |
| ۳۹    | ۲۰۰۸ | ویتنام | هانوی | چین Tan Longzhi | ۴۴٫۶۰/۵۰ | ipho2008.hnue.edu.vn |
| ۳۸    | ۲۰۰۷ | ایران | اصفهان | کره جنوبی Choi Youngjoon | ۴۸٫۸۰/۵۰ | ipho2007.ir |
| ۳۷    | ۲۰۰۶ | سنگاپور | سنگاپور | اندونزی Jonathan Pradana Mailoa | ۴۷٫۲۰/۵۰ | ipho2006.org |
| ۳۶    | ۲۰۰۵ | اسپانیا | سالامانکا | مجارستان Gábor Halász · تایوان Lin Ying-hsuan                                                                                                  | ۴۹٫۵۰/۵۰ | ipho36 |
| ۳۵    | ۲۰۰۴ | کره جنوبی | پوهانگ | بلاروس Alexander Mikhalychev | ۴۷٫۷۰/۵۰ | ipho2004.or.kr |
| ۳۴    | ۲۰۰۳ | تایوان | تایپه | ایالات متحده آمریکا Pavel Batrachenko | ۴۲٫۳۰/۵۰ | ipho2003 |
| ۳۳    | ۲۰۰۲ | اندونزی | بالی | ویتنام Ngoc Duong Dang | ۴۵٫۴۰/۵۰ | ipho33 |
| ۳۲    | ۲۰۰۱ | ترکیه | آنتالیا | روسیه Daniyar Nourgaliev | ۴۷٫۵۵/۵۰ | |
| ۳۱    | ۲۰۰۰ | بریتانیا | لستر | چین Lu Ying | ۴۳٫۴/۵۰ | IPhO-2000 |
| ۳۰    | ۱۹۹۹ | ایتالیا | پادووا | روسیه Konstantin Kravtsov | ۴۹٫۸/۵۰ | 1999 IPhO |
| ۲۹    | ۱۹۹۸ | ایسلند | ریکیاویک | چین Chen Yuao | ۴۷٫۵/۵۰ | 1998 IPhO |
| ۲۸    | ۱۹۹۷ | کانادا | سودبری | ایران Sayed Mehdi Anvari | ۴۷٫۲۵/۵۰ | |
| ۲۷    | ۱۹۹۶ | نروژ | اسلو | چین Liu Yurun | ۴۷٫۵/۵۰ | |
| ۲۶    | ۱۹۹۵ | استرالیا | کانبرا | چین Yu Haitao | ۹۵/۱۰۰ | |
| ۲۵    | ۱۹۹۴ | چین | پکن | چین Yang Liang | ۴۴٫۳/۵۰ | |
| ۲۴    | ۱۹۹۳ | ایالات متحده آمریکا | ویلیامزبرگ | چین Zhang Junan · آلمان Harald Pfeiffer | ۴۰٫۶۵/۵۰ | |
| ۲۳    | ۱۹۹۲ | فنلاند | هلسینکی | چین Chen Han | ۴۴/۵۰ | |
| ۲۲    | ۱۹۹۱ | کوبا | هاوانا | اتحاد جماهیر شوروی Timour Tchoutenko | ۴۸٫۲/۵۰ | |
| ۲۱    | ۱۹۹۰ | هلند | خرونینگن | بریتانیای کبیر Alexander H. Barnett | ۴۵٫۷/۵۰ | |
| ۲۰    | ۱۹۸۹ | لهستان | ورشو | ایالات متحده آمریکا استیو گوبسر | ۴۶٫۳۳/۵۰ | |
| ۱۹    | ۱۹۸۸ | اتریش | باد ایشل | بریتانیای کبیر Conrad McDonnell | ۳۹٫۳۸/۵۰ | |
| ۱۸    | ۱۹۸۷ | آلمان شرقی | ینا | رومانی Catalin Malureanu | ۴۹/۵۰ | |
| ۱۷    | ۱۹۸۶ | بریتانیا | هارو، لندن | اتحاد جماهیر شوروی Oleg Volkov | ۳۷٫۹/۵۰ | |
| ۱۶    | ۱۹۸۵ | جمهوری فدرال سوسیالیست یوگسلاوی | پورتوروژ | چکسلواکی Patrik Španĕl | ۴۲٫۵/۵۰ | |
| ۱۵    | ۱۹۸۴ | سوئد | سیگتونا | هلند Jan de Boer · رومانی Sorin Spânoche | ۴۳/۵۰ | |
| ۱۴    | ۱۹۸۳ | رومانی | بخارست | بلغارستان Ivan Ivanov | ۴۳٫۷۵/۵۰ | |
| ۱۳    | ۱۹۸۲ | آلمان غربی | مالنته | آلمان غربی Manfred Lehn | ۴۳/۵۰ | |
| ۱۲    | ۱۹۸۱ | بلغارستان | وارنا | اتحاد جماهیر شوروی Aleksandr Goutine | ۴۷/۵۰ | |
|       | ۱۹۸۰ | برگزار نشد | برگزار نشد | برگزار نشد | برگزار نشد | برگزار نشد |
| ۱۱    | ۱۹۷۹ | اتحاد جماهیر شوروی | مسکو | اتحاد جماهیر شوروی Maksim Tsipine | ۴۳/۵۰ | |
|       | ۱۹۷۸ | برگزار نشد | برگزار نشد | برگزار نشد | برگزار نشد | برگزار نشد |
| ۱۰    | ۱۹۷۷ | چکسلواکی | هرادتس کرالووه | چکسلواکی Jiří Svoboda | ۴۹/۵۰ | |
| ۹     | ۱۹۷۶ | مجارستان | بوداپست | لهستان Rafał Łubis | ۴۷٫۵/۵۰ | |
| ۸     | ۱۹۷۵ | آلمان شرقی | گوتزرو | اتحاد جماهیر شوروی Sergey Korshunov | ۴۳/۵۰ | |
| ۷     | ۱۹۷۴ | لهستان | ورشو | لهستان Jarosław Deminet · لهستان Jerzy Tarasiuk                                                                                                | ۴۶/۵۰ | |
|       | ۱۹۷۳ | برگزار نشد | برگزار نشد | برگزار نشد | برگزار نشد | برگزار نشد |
| ۶     | ۱۹۷۲ | رومانی | بخارست | مجارستان Zoltán Szabó | ۵۷/۶۰ | |
| ۵     | ۱۹۷۱ | بلغارستان | صوفیه | چکسلواکی Karel Šafařík · مجارستان Ádám Tichy-Rács                                                                                              | ۴۸٫۶/۶۰ | |
| ۴     | ۱۹۷۰ | اتحاد جماهیر شوروی | مسکو | اتحاد جماهیر شوروی Mikhaïl Volochine | ۵۷/۶۰ | |
| ۳     | ۱۹۶۹ | چکسلواکی | برنو | چکسلواکی Mojmír Šob | ۴۸/۴۸ | |
| ۲     | ۱۹۶۸ | مجارستان | بوداپست | لهستان Tomasz Kręglewski | ۳۵/۴۰ | |
| ۱     | ۱۹۶۷ | لهستان | ورشو | مجارستان Sándor Szalay | ۳۹/۴۰ | |

List of venues